# Гончаровка (Ивано-Франковская область)
Гончаровка (укр. Гончарівка) — село в Тлумачской городской общине Ивано-Франковского района Ивано-Франковской области Украины.
Население по переписи 2001 года составляло 450 человек. Занимает площадь 4,682 км². Почтовый индекс — 78015. Телефонный код — 03479.

## История
В советское время входило в сельский совет Палагичи. Сейчас входит в Тлумацкую общину
В 2016 г. в селе Локотка обновили фельдшерско-акушерский пункт, что обсуживает и село Гончаровку.

## Население
- 2001 год 450 человек
- 2022 год 430 человек[3]

## Язык
- 2001 год 100% украинский[4]